# Centaurea aristata
Centaurea aristata — вид квіткових рослин айстрових (Asteraceae). Місцевий ареал цього виду — Португалія та пн.-зх. Іспанія.

## Біоморфологічна характеристика
Рослина заввишки до 8 дм. Квіткові голови ≈ 1.5 см. Квітнути може від травня до жовтня. Населяє узлісся, пустища, чагарники, перелоги, узбіччя.